# Maerl

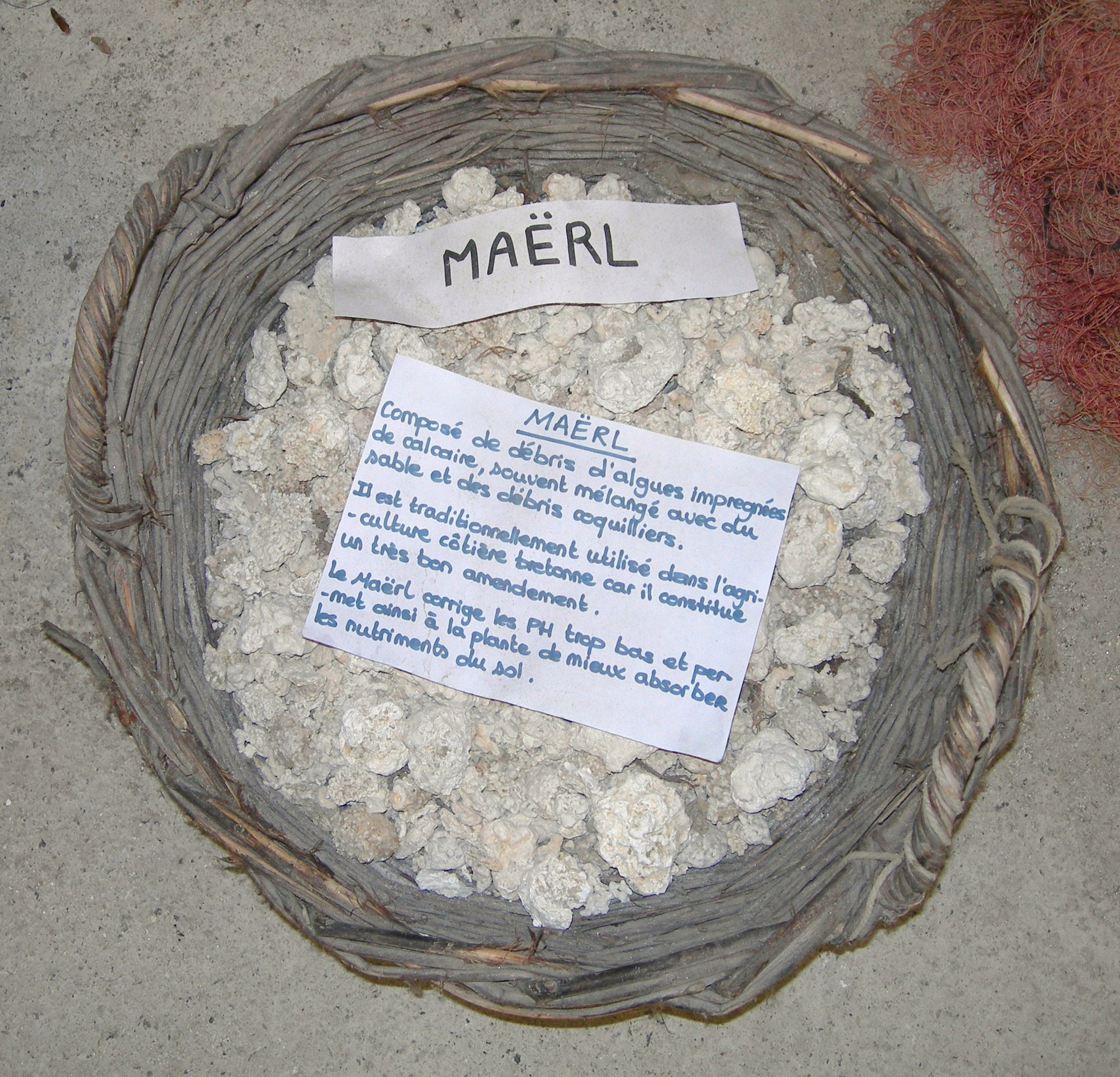
Maerl en Lanildut.

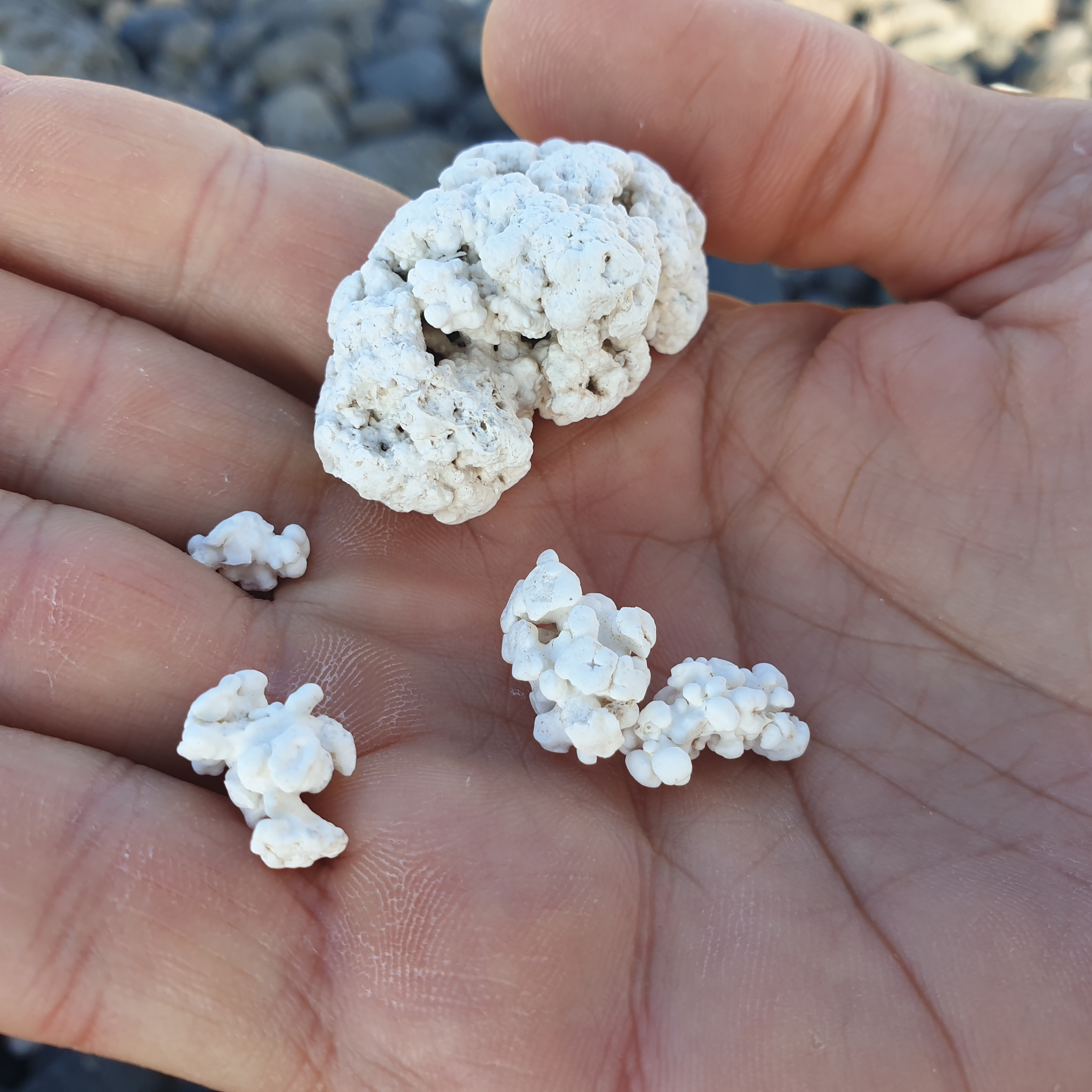
Trozos de maerl que parecen palomitas de maíz de la isla de Fuerteventura.

Maerl (también maërl ,marl o rodolito) es un nombre genérico para las algas coralinas y las algas rojas con cierta tendencia de acreción. El Maerl crece a una tasa de aproximadamente 1 mm al año. Se acumula como partículas no cohesionadas y forma extensos lechos marinos en las zonas sublitorales.

## Descripción
En Europa, los fondos de maerl se encuentran a lo largo del Mediterráneo, gran parte de la costa Atlántica desde Portugal a Noruega y en el Canal de la Mancha, así como en el Mar del Norte y Mar de Irlanda. La distribución de los fondos de maerl depende de los movimientos del agua, la luz y salinidad. Los fondos de maerl se encuentran en la zona fótica. En las islas británicas hasta los 30 metros de profundidad, mientras que en el Mediterráneo hasta los 120 metros de profundidad. Los depósitos de Maerl pueden alcanzar los 10 metros de espesor, pero normalmente son mucho más delgados ; La datación por medio del Carbono 14 ha mostrado que algunos pueden tener unos 5500 años.
En las islas británicas el maerl está compuesto por tres especies de algas coralinas que crecen sueltas en lechos de nódulos fragmentados en la zona sub-littoral. Estas tres especies más comunes son: Lithothamnion corallioides,Lithothamnion glaciale and Phymatolithon calcareum.
Los lechos marinos con fondos de Maerl son dragados y triturados hasta hacerlos polvo. Se sigue cosechando alrededor de las costas de Bretaña en Francia y en Bantry Bay, Irlanda, y es un popular fertilizante en jardinería ecológica. También se dragaba en Falmouth, Cornualles, hasta 2004.  Los científicos cuyas investigaciones se centraron en el maerls de Falmouth determinaron que L. corallioides predomina hasta los 6 m de profundidad y que P. calcareum entre los 6-10 m (Blunden et al., 1981).
Los análisis químicos mostraron que contiene un 32,1 % de carbonato cálcico CaCO3 y un 3,1 % de carbonato de magnesio MgCO3 (peso seco).

## Ecología
La ecología de los fondos de maerl ha recibido poca atención con respecto a otros ecosistemas marinos como los bosques de Kelp (Laminariales) y las praderas de fanerógamas. Los fondos de Maerl proveen de complejos hábitats para numerosas especies de un amplio número de taxones, con una gran variedad de nichos que sostienen una biodiversidad de algas e invertebrados de gran interés.
Los fondos de Maerl son zonas de freza y de protección para los estadios juveniles de varias especies de peces comerciales tales como el bacalao, el fogonero, el abadejo y vieiras juveniles Aequipecten opercularis. Los fondos de Maerl ofrecen refugio y protección frente a la depredación así como una productiva zona de alimentación, pero son fácilmente dañados con los dragados y aparejos de pesca.
El Maerl no tolera la desecación.

## Historia
El Maerl ha sido extraído durante siglos, principalmente para ser usado como fertilizante agrícola. A finales del siglo XX, en Irlanda se extraían unas 5000 toneladas año, mientras que en Francia unas∼500,000 toneladas año. La extracción a gran escala del maerl en los últimos 40 años ha eliminado y degradado los fondos de maerl. En Cornualles, Inglaterra, el maerl ha sido extraído desde aproximadamente 1970, pero se prohibió en 2005.
La referencia más temprana al maerl la hizo John Ray en 1690 que mencionó su existencia en Falmouth. En Irlanda, el maerl se extrae de lechos subfósiles en Bantry Bay por Celtic Sea Minerals. Algunas de las especies que forman el maerl, en concreto Lithothamion corallioides y Phymatolithon calcareum se encuentran en el Anexo V de la Directiva Hábitats .

## Usos
Se ha utilizado para remediar el suelo, siendo dragado desde el lecho marino y triturado hasta conseguir un polvo. El lento crecimiento de los nódulos individuales y su acumulación en lechos durante milenios implica que este uso no se debe mantener. Maerl debe considerarse como un recurso no renovable y las alternativas disponibles hoy día hacen que su explotación sea cuestionable.